# Пинейру, Элоиза
Элои́за Эне́ида Мене́зис Па́ис Пи́нту Пине́йру (порт.-браз. Heloísa Eneida Menezes Paes Pinto Pinheiro, род. 7 июля 1945 года, Рио-де-Жанейро, Бразилия), также известная как Эло́ Пинейру (Helô), бразильская модель и предпринимательница.
Прообразом героини песни Девушка с Ипанемы (англ. The Girl from Ipanema; порт. Garota de Ipanema) считается Элоиза Пинейру, в то время — 18-летняя девушка из элитного района Ипанема в Рио-де-Жанейро. Каждый день по пути на пляж она проходила мимо популярного кафе «Велозу» (Veloso), где ею любовались постоянные посетители Морайс и Жобин.